# Ernesto de la Guardia Navarro
Ernesto de la Guardia Navarro (* 30. März 1904 in Panama-Stadt; † 2. Mai 1983 ebenda) war der 30. Staatspräsident von Panama. 
De la Guardia, von 1945 bis 1948 bereits Vizepräsident. übernahm das Amt des Präsidenten am 1. Oktober 1956 als Nachfolger von Ricardo Manuel Arias Espinoza und blieb die gesamte vorgesehene Zeit als einer der wenigen Präsidenten in Panamas Vergangenheit bis zum 1. Oktober 1960 im Amt. Seine Amtszeit fiel in eine turbulente Periode der Politik und wurde beinahe durch die Kontroversen und Intrigen der US-amerikanischen Politik um die Panama-Kanalzone, dem späteren Flaggenstreit zwischen den USA und Panama 1964, aufgerieben. Auch musste er sich gegen etliche Attacken, inszeniert von Fidel Castro, sowie gegen Intrigen von Roberto Arias, dem Sohn eines ehemaligen Präsidenten und dessen Ehefrau Margot Fonteyn, einer bekannten britischen Ballerina, wehren. 
Nach dem Ende seiner Amtszeit stellte sich De la Guardia nicht mehr zur Wahl. Sein Nachfolger wurde Roberto Francisco Chiari Remón.
| Personendaten    | Personendaten                  |
| ---------------- | ------------------------------ |
| NAME             | Guardia Navarro, Ernesto de la |
| KURZBESCHREIBUNG | 30. Staatspräsident von Panama |
| GEBURTSDATUM     | 30. März 1904                  |
| GEBURTSORT       | Panama-Stadt                   |
| STERBEDATUM      | 2. Mai 1983                    |
| STERBEORT        | Panama-Stadt                   |